# Nexteer Automotive
Nexteer Automotive er en amerikansk underleverandør til bilindustrien, der producerer drivlinjer og andre bildele. De har hovedkvarter i Auburn Hills i Michigan. Siden 2010 har virksomheden været ejet af kinesiske Pacific Century Motors og siden 2013 har de været børsnoteret på Hong Kong Stock Exchange. De har over 13.000 ansatte og 28 fabrikker.